# Воейкова, Александра Андреевна
Алекса́ндра Андре́евна Вое́йкова (урождённая Протасова; 20 августа 1795—16 февраля 1829) — племянница и крестница В. Жуковского, адресат его баллады «Светлана». Муза поэта Н. М. Языкова.

## Биография
Александра Андреевна Протасова родилась в семье помещика Андрея Ивановича Протасова и его супруги Екатерины Афанасьевны, урождённой Буниной. Отец дослужился до чина подполковника, после отставки стал губернским предводителем Тульской губернии. Мать посвятила себя воспитанию дочерей. Семья жила скромно, а после смерти в 1805 году Андрея Ивановича, когда его супруге пришлось расплачиваться с кредиторами, оказалась и вовсе в бедственном положении. Протасовы поселились в Белёве, где прожили до лета 1810 года. Сюда же приехал и единокровный брат Екатерины Афанасьевны — Василий Жуковский. В кругу своих близких в «белёвском уединении» он читает, пишет стихи и много переводит, а также даёт уроки словесности подрастающим Александре и её старшей сестре Марии (1793—1823). Программа занятий, составленная Жуковским, включала разные предметы, в том числе философию, нравственность, историю, географию, эстетику и изящную словесность. Под руководством Жуковского разбирали стихи Державина, произведения Шиллера и Гёте, Шекспира, Расина, Корнеля, Вольтера, Руссо, а также произведения античной литературы — сатиры Ювенала, оды Горация; в подлиннике читали произведения создателя немецкой баллады Бюргера. В 1810 году по окончании строительства дома в Муратове (Орловская губерния) Протасовы переезжают туда, в соседней деревне Холх поселяется Жуковский. Они вращаются в местном обществе, сближаются с семьёй А. А. Плещеева.

### Брак
В ноябре 1813 года в Муратово по приглашению Жуковского приехал его друг Александр Воейков (1779—1839). Несмотря на свою внешнюю непривлекательность (Ф. Ф. Вигель писал о нём: «Он был мужиковат, аляповат, неблагороден»), Воейков произвёл впечатление на Екатерину Афанасьевну и особенно на Александру Андреевну. Участник Отечественной войны, он обладал даром увлекательного рассказа и насмешливым складом ума. Увидев прелестную 18-летнюю Сашу Протасову, которую Вигель сравнивал с Сильфидой и Ундиной, литератор (ему к этому времени было уже тридцать пять), посватался к ней. Поддерживал этот брак и Жуковский. Давно влюблённый в Марию Протасову, поэт надеялся на помощь Воейкова в получении благословения от Протасовой. Старшая сестра Александры также склоняла её к браку с Воейковым.
Свадьба состоялась 14 июля 1814 года в Подзаваловской церкви. Чтобы обеспечить племянницу приданым, Жуковский продал свою деревню. По случаю свадьбы Жуковский подарил ей балладу «Светлана». Он же исхлопотал место профессора для Воейкова в Дерптском университете. Вместе с молодожёнами в Дерпт уехали Екатерина Афанасьевна и Мария.
Супружеская жизнь Александры Андреевны оказалась очень несчастливой. Вскоре после свадьбы Воейков сделал невыносимой жизнь не только жены, но и тёщи и свояченицы. Екатерина Афанасьевна писала своей родственнице А. П. Киреевской в 1816 году:
Ты знаешь мою истинную привязанность к Воейкову, ты видела мое обращение с ним, мою нежную заботливость скрыть его недостатки перед другими, я точно о нем думала, как о сыне, как ты о Ваничке. Чем же я заплочена? ненавистью, да! точно, во всей силе этого слова; он не только говорит, что меня ненавидит, нет, он покойно видеть меня не может. И он — Сашин муж, Дуняша; Что же она терпит?
Н. И. Греч отмечал в своих воспоминаниях:
Он обязан был всем существованием несравненной жене своей, прекрасной, умной, образованной и добрейшей Александре Андреевне, бывшей его мученицей, сделавшейся жертвой этого гнусного изверга.

Не оправдались и надежды Жуковского на заступничество Воейкова. Стараясь заслужить благоволение Екатерины Афанасьевны, он полностью перешёл на её сторону. Кроме того, Маша подвергалась в его доме насмешкам и издевательствам. В своем дневнике она в ноябре 1815 года записала: 
Я крепко решилась убежать из дома куда-нибудь. Авось Воейков сжалится над несчастьем мам<еньки> и Саши — потеряв меня, они будут несчастны. Мы ездили с визитами; в это время В<оейков> обещал мам<еньке> убить Мойера, Жуковского, а потом зарезать себя. После ужина он опять был пьян. У мам<еньки> пресильная рвота, а у меня идет беспрестанно кровь горлом. Воейков смеется надо мной, говоря, что этому причиной страсть, что я также плевала кровью, когда собиралась за Жуковского
В 1817 году Маша Протасова обвенчалась с профессором Дерптского университета Иоганном Мойером и переехала вместе с матерью в дом к мужу.

### Литературный салон

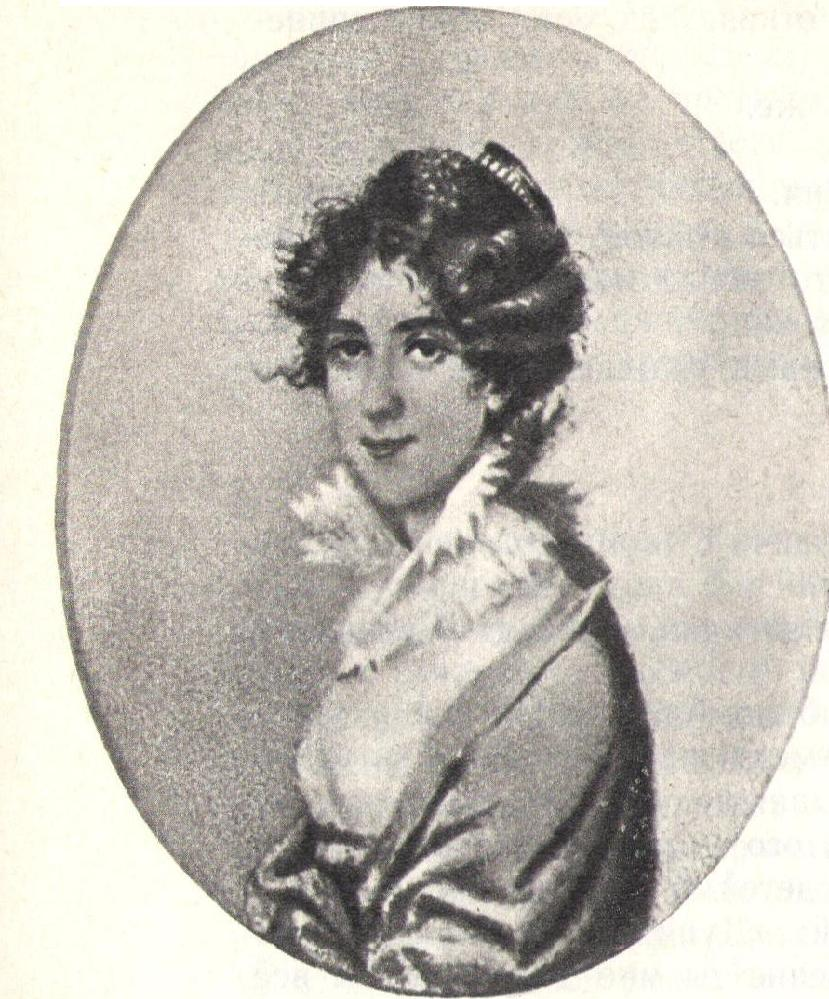
А. А. Воейкова (Протасова). 1810-е — 1820-е гг.

В 1820 году Воейковы переезжают в Санкт-Петербург. По рекомендации Жуковского Н. И. Греч соглашается на соредакторство Воейкова в журнале «Сын отечества», поручив ему отдел критики и обозрения журналов. Также Воейков получает место преподавателя русской словесности и инспектора классов в петербургском артиллерийском училище. А. Тургенев назначает его на должность чиновника особых поручений в департамент духовных дел.
Очарованье красоты

    В тебе не страшно нам:

Не будишь нас, как солнце, ты

    К мятежным суетам;

От дольней жизни, как луна,

    Манишь за край земной,

И при тебе душа полна

    Священной тишиной.
Жуковский предлагает Воейковым поселиться вместе, совместная жизнь была, по его словам, «жертвой миленькому Сандрочку». Квартира Воейкова—Жуковского на Невском проспекте вскоре стала центром литературно-художественной жизни Петербурга 1820-х годов. Хозяйка в нём была Александра Андреевна. Высокообразованная и живая, она была не только ценительницей поэзии, но и сама обладала литературным талантом. Жуковский писал: «Саша писала. В её стиле был виден талант». Она принимала участие в обработке переводов и статей в газете «Русский инвалид», где был редактором её муж. По её инициативе Воейков начал издавать «Литературные прибавления к „Русскому инвалиду“». В гостиной Воейковой собирался «весь литературный цвет столицы». Привлечённые умом и очарованием Александры Андреевны, поэты посвящали ей стихи. Своей музой её считал И. Козлов, её воспевали Е. Баратынский и Н. М. Языков. А. Блудова так описывала Воейкову:
Молодая, прекрасная, с нежно-глубоким взглядом ласковых глаз, с лёгкими кудрями тёмно-русых волос и чёрными бровями, с болезненным, но светлым видом всей её фигуры, она осталась для меня … неземным видением времени моего детства.
Воейкова собрала обширную библиотеку на различных языках (французским и немецким она владела в совершенстве).
Жуковский старался сдерживать Воейкова. Александра Андреевна писала: «С тех пор как я с Жуковским, небо расцвело, и Италии не надо». Увещевал он и Александру, опасаясь, что она не выдержит испытаний семейной жизни: «Ничто не пленяет в женщине, как это покорное самоотвержение. Её добродетели, её грация, её успехи должны быть смирением…»
Совершенство Александры Андреевны привлекало сердца многих художников и поэтов.
Всяк, кто знал её, кто только приближался к ней, становился её чтителем и другом. Благородная, братская к ней привязанность Жуковского, преданная бессмертию в посвящении «Светланы», известна всем. Потом первыми гостями её были Александр Иванович Тургенев и Василий Алексеевич Перовский. Булгарин некоторое время сходил от неё с ума. Между тем все эти связи были чистые и святые и ограничивались благородной дружбой. Разумеется, в свете толковали не так: поносили её, клеветали и лгали на неё. Такова судьба всех возвышенных людей среди уродов, с которыми они обречены жить. Женская зависть играла в этом не последнюю роль.

### Козлов
Светлана добрая твоя

Мою судьбу переменила,

Как ангел божий низлетя,

Обитель горя посетила —

И безутешного меня

Отрадой первой подарила.

Случалось ли когда, что вдруг,

Невольной угнетен тоскою,

Я слезы лил, — тогда, мой друг,

Светлана плакала со мною;
Знакомство Александры Андреевны с Иваном Козловым состоялось в 1818 году и переросло в преданную дружбу. Вместе они устраивали «английские чтения» : читали вслух Шекспира, Мильтона, Томаса Мура, Шелли, Вальтер Скотта, Байрона. После того, как здоровье поэта ухудшилось, она проводила много времени у его постели, утешала, читала. Первое стихотворение, написанное Козловым, было посвящено «Светлане». Оно было напечатано в 1821 году в «Сыне Отечества» без указания авторства, но с примечанием: «Это первый опыт страдальца, в цветущих летах лишившегося ног, а потом зрения, но сохранившего весь жар сердца и силу воображения».

### Тургенев
Друг Жуковского и Воейкова Александр Тургенев был сильно увлечён Александрой Андреевной. Жуковский писал Тургеневу из Берлина 27 ноября 1822 года: «Моя Сашка есть добрый, животворный гений, вдруг очутившийся между нами… То чувство, которое соединит вас друг с другом, есть обновление нашей с тобой дружбы: у нас есть теперь одно общее благо! В её свежей душе вся моя прошлая жизнь. Но и тебе надобно для твоего счастия уничтожать в нём все, что принадлежит любви, а сделать из него просто чистую, возвышенную жизнь»).
Но уже в 1823 году произошёл разрыв. Дома — сцены ревности, «столкновения с мужем… дошли до таких пределов, что заставили Сашу решиться на отъезд в Дерпт к матери и сестре… Туда она предполагала выписать и детей. В обществе отъезд этот был понят как окончательный разъезд супругов». Но смерть сестры в марте 1823 года и болезнь А. Ф. Воейкова, сломавшего ногу, вынуждают её вернуться в Петербург.
Однако Тургенев не хотел смириться с разрывом, он писал ей и Жуковскому письма, пытаясь выяснить отношения и доказать, что, уйдя от мужа, она может быть счастлива с человеком, который любит её. Наконец, поняв, что других отношений, кроме дружеских быть не может, он пишет Жуковскому:
… я многое обдумал ночью… Первое чувство и теперь единственное: всё в жертву ей. Люблю её и люблю по-прежнему и сильнее прежнего. Всегда желал ей блага — и в её благе только находил собственное. Ошибался, мучился, сходил с ума; многого она не знала — и худо судила меня, обвиняла в сердце своём, и я несчастлив так, как никогда не бывал… У ног её прошу прощения, если любовь может быть виновата. Покажи ей это письмо. К  ней писать не могу… Буду любить и помнить её до гроба, любил, как никогда и никто её не любил…

### Языков
Знакомство Александры с поэтом произошло 23 февраля 1823 года. Но ранее Языков писал: 
Она скоро сюда будет, я опишу её тебе с ног до головы, … говорят, что всякий, кто её видел хоть раз вблизи, непременно в неё влюбляется. Ежели надо мной исполнится это прорицание, то ты увидишь таковую перемену   моего  духа  только  из  слога   моих  писем...
Позднее Языков посещал литературный салон Александрины, но молодой поэт (младше Воейковой на 8 лет) был столь робок в её присутствии, что А. Н. Вульф, говорил так: «Бывало, недели в 2 раз приедет к нам дикарь Языков, заберется в угол, промолчит весь вечер, полюбуется Воейковой, выпьет стакан чаю, а потом в стихах и изливает пламенную страсть свою к красавице, с которой и слова-то, бывало, не промолвит»
В письме к брату Петру от 27 августа 1825 года Языков пишет, что она «имеет полное право называться пробудительницею, звездою моего таланта поэтического, ежели он у меня есть».

### Смерть

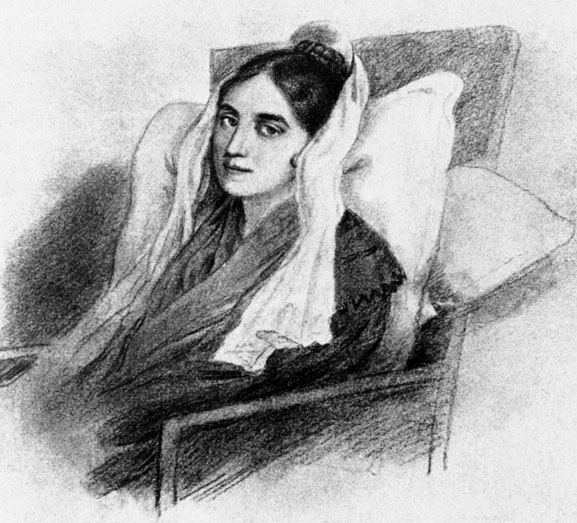
Последний портрет А.А. Воейковой. Рисунок черным и цветными карандашами К. де Местра. 1829

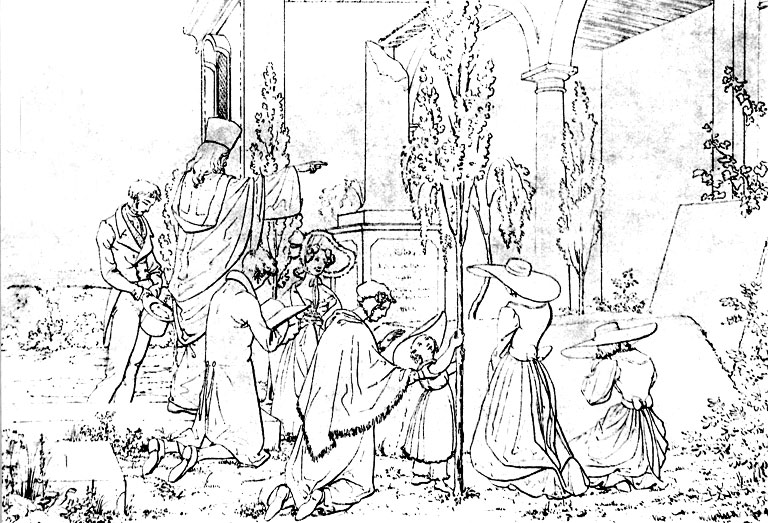
Похороны А.А.Воейковой на греческом кладбище в Ливорно. Рисунок тушью Л.Майделя. 1830-е годы

Осенью 1827 года на средства Жуковского А. А. Воейкова уехала лечиться за границу. Предчувствуя близкую кончину, она пишет:
В настоящее время нет места, где бы я чувствовала себя хорошо, кроме могилы моей сестры! Там моё будущее, которого я не боюсь.
Провожал её только генерал-лейтенант Перовский, безответно влюблённый в неё долгие годы, но скрывавший свои чувства.

Александра Андреевна Воейкова скончалась 16 февраля 1829 года от чахотки в Пизе (по другим данным — в Ницце). Была похоронена на греческом православном кладбище в Ливорно. Похоронами занимался К. Зейдлиц. Он заказал крест с распятием и плиту белого мрамора с теми же словами из Евангелия от Иоанна (XIV, 1-4) «Да не смущается сердце ваше; веруйте в Бога и в Мя веруйте», как и на могиле Марии Мойер в Дерпте. Он писал Жуковскому: 
Мне пришлось еще раз применить к делу мое столярное искусство и приготовить для Александрины последнюю тесную обитель её — гроб. Для Кати Мойер я изготовил её 1-е жилище [колыбель], для Александрины — последнее! Милый Жуковский, как странно судьба приводит меня делить радость и горе вашей семьи!
Жуковский, бывая в Италии, всегда посещал могилу племянницы, он писал давнему поклоннику Александрины — Тургеневу:
и можно сказать, что между их могилами та же разница, какая между их наружностью. Для одной умершей небо Лифляндии и тихий уголок подле большой дороги, за которой поле, покрытое жатвою; природа простая и приятная, как её тихие свойства; над другою голубое небо Италии с его яркими звездами и благовониями юга, очаровательными, как её милое, восхитительное ребячество, как поэзия её сердца

Друзья и поклонники не забывали о А. А. Воейковой и после смерти. В дневнике А. И. Тургенева 19 октября 1831 года записано:
Слушали до трёх часов утра стихи Языкова о милой «Незабвенной»

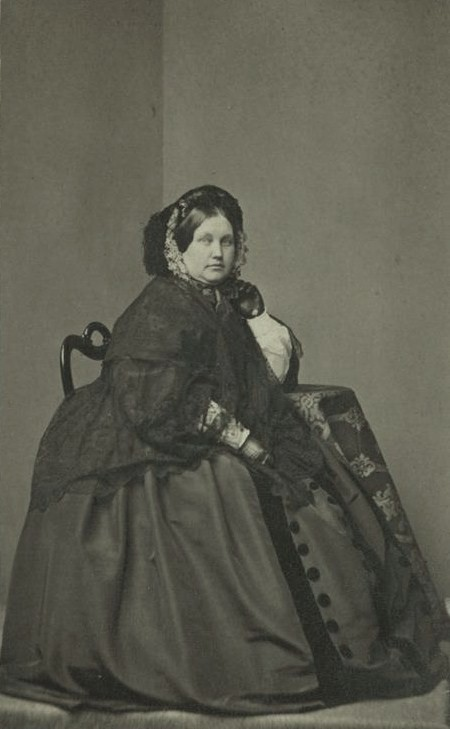
Мария Воейкова, дочь

## Дети
- Екатерина (1815—1844) — крестница Жуковского; скончалась скоропостижно в Москве, «с ней сделалась какая-то сильная сыпь, кровь пришла в совершенное разложение, и в три дня её молодая жизнь иссякла и исчезла»[15].
- Александра (1817—1893) — в 1835 году окончила Екатерининский институт с золотым шифром большой величины; фрейлина великой княгини Марии Николаевны;
- Андрей (1822—1866);
- Мария (1826—1906) — супруга А. И. Бреверна-де-ла-Гарди, фрейлина великой княгини Александры Иосифовны.

После смерти матери дети оказались на попечении её друзей: Жуковского, Перовского, Зейдлица. А. Ф. Воейков в устройстве их судьбы участия не принимал.

## В литературе
- Н. В. Соловьев «История одной жизни. А. А. Воейкова — „Светлана“». В двух томах. — Типография «Сириус», 1915 г.;
- Н. Языков посвятил А. А. Воейковой ряд стихотворений: К А. А. Воейковой; Воспоминание об А. А. Воейковой, А. А. Воейковой, Посвящение А. А. Воейковой и др.
- И. Козлов «Разбойник», «К Светлане».
- К. Ф. Рылеев поэма «Рогнеда».
- Е. А. Баратынский «А. А. Воейковой»